# Julián Estiven Vélez
Juan Estiven Vélez Upegui, genannt Julián Estiven Vélez (* 9. Februar 1982 in Medellín) ist ein ehemaliger kolumbianischer Fußballspieler.

## Karriere

### Verein
Vélez begann seine Karriere bei Deportes Quindío. 2005 folgte dann der Wechsel zu Deportivo Pereira. 2007 folgte dann der Wechsel zu Atlético Nacional. Er trug 2007 zum Gewinn der Categoría Primera A bei. Danach spielte er bei Ulsan Hyundai (2010–2012), Vissel Kobe (2013), Jeju United (2014) und Tokushima Vortis (2014–2015). 2015 beendete er seine Spielerkarriere.

### Nationalmannschaft
Im Jahr 2006 debütierte Vélez für die kolumbianische Fußballnationalmannschaft. Er hat insgesamt 15 Länderspiele für Kolumbien bestritten.

## Errungene Titel
- Categoría Primera A: 2007